# Primera División 2005-2006 (Spagna)
La Primera División 2005-2006 è stata la 75ª edizione della massima serie del campionato spagnolo di calcio, disputato tra il 27 agosto 2005 e il 20 maggio 2006 e concluso con la vittoria del Barcellona, al suo diciottesimo titolo, il secondo consecutivo.
Capocannoniere del torneo è stato Samuel Eto'o (Barcellona) con 26 reti.

## Squadre partecipanti
| Club                | Stagione | Città            | Stadio                        | Stagione precedente                    |
| ------------------- | -------- | ---------------- | ----------------------------- | -------------------------------------- |
| Alavés              | dettagli | Vitoria          | Mendizorrotza                 | 3º posto in Segunda División, promossa |
| Athletic Bilbao     | dettagli | Bilbao           | San Mamés                     | 9º posto in Primera División           |
| Atlético Madrid     | dettagli | Madrid           | Vicente Calderón              | 11º posto in Primera División          |
| Barcellona          | dettagli | Barcellona       | Camp Nou                      | 1º posto in Primera División           |
| Real Betis          | dettagli | Siviglia         | Manuel Ruiz de Lopera         | 4º posto in Primera División           |
| Cadice              | dettagli | Cadice           | Ramón de Carranza             | 1º posto in Segunda División, promossa |
| Celta Vigo          | dettagli | Vigo             | Estadio Balaídos              | 2º posto in Segunda División, promossa |
| Deportivo La Coruña | dettagli | La Coruña        | Riazor                        | 8º posto in Primera División           |
| Espanyol            | dettagli | Barcellona       | Estadi Olímpic Lluís Companys | 5º posto in Primera División           |
| Getafe              | dettagli | Getafe           | Coliseum Alfonso Pérez        | 13º posto in Primera División          |
| Maiorca             | dettagli | Palma di Maiorca | Son Moix                      | 17º posto in Primera División          |
| Malaga              | dettagli | Malaga           | La Rosaleda                   | 10º posto in Primera División          |
| Osasuna             | dettagli | Pamplona         | Estadio Reyno de Navarra      | 15º posto in Primera División          |
| Real Madrid         | dettagli | Madrid           | Santiago Bernabéu             | 2º posto in Primera División           |
| Racing Santander    | dettagli | Santander        | El Sardinero                  | 16º posto in Primera División          |
| Real Saragozza      | dettagli | Saragozza        | La Romareda                   | 12º posto in Primera División          |
| Real Sociedad       | dettagli | San Sebastián    | Anoeta                        | 14º posto in Primera División          |
| Siviglia            | dettagli | Siviglia         | Ramón Sánchez Pizjuán         | 6º posto in Primera División           |
| Valencia            | dettagli | Valencia         | Mestalla                      | 7º posto in Primera División           |
| Villarreal          | dettagli | Vila-real        | El Madrigal                   | 3º posto in Primera División           |

## Classifica finale
|       | Pos. | Squadra             | Pt | G  | V  | N  | P  | GF | GS | DR  |
| ----- | ---- | ------------------- | -- | -- | -- | -- | -- | -- | -- | --- |
|       | 1.   | Barcellona          | 82 | 38 | 25 | 7  | 6  | 80 | 35 | +45 |
|       | 2.   | Real Madrid         | 70 | 38 | 20 | 10 | 8  | 70 | 40 | +30 |
|       | 3.   | Valencia            | 69 | 38 | 19 | 12 | 7  | 58 | 33 | +25 |
|       | 4.   | Osasuna             | 68 | 38 | 21 | 5  | 12 | 49 | 43 | +6  |
|       | 5.   | Siviglia            | 68 | 38 | 20 | 8  | 10 | 54 | 39 | +15 |
|       | 6.   | Celta Vigo          | 64 | 38 | 20 | 4  | 14 | 45 | 33 | +12 |
|       | 7.   | Villarreal          | 57 | 38 | 14 | 15 | 9  | 50 | 39 | +11 |
|       | 8.   | Deportivo La Coruña | 55 | 38 | 15 | 10 | 13 | 47 | 45 | +2  |
|       | 9.   | Getafe              | 54 | 38 | 15 | 9  | 14 | 54 | 49 | +5  |
|       | 10.  | Atlético Madrid     | 52 | 38 | 13 | 13 | 12 | 45 | 37 | +8  |
|       | 11.  | Real Saragozza      | 46 | 38 | 10 | 16 | 12 | 46 | 51 | -5  |
|       | 12.  | Athletic Bilbao     | 45 | 38 | 11 | 12 | 15 | 40 | 46 | -6  |
|       | 13.  | Maiorca             | 43 | 38 | 10 | 13 | 15 | 37 | 51 | -14 |
|       | 14.  | Real Betis          | 42 | 38 | 10 | 12 | 16 | 34 | 51 | -17 |
| [ 2 ] | 15.  | Espanyol            | 41 | 38 | 10 | 11 | 17 | 36 | 56 | -20 |
|       | 16.  | Real Sociedad       | 40 | 38 | 11 | 7  | 20 | 48 | 65 | -17 |
|       | 17.  | Racing Santander    | 40 | 38 | 9  | 13 | 16 | 36 | 49 | -13 |
|       | 18.  | Alavés              | 39 | 38 | 9  | 12 | 17 | 35 | 54 | -19 |
|       | 19.  | Cadice              | 36 | 38 | 8  | 12 | 18 | 36 | 52 | -16 |
|       | 20.  | Malaga              | 24 | 38 | 5  | 9  | 24 | 36 | 68 | -32 |

Legenda:
      Campione di Spagna e qualificata alla prima fase a gironi della UEFA Champions League 2006-2007.
      Qualificata alla prima fase a gironi della UEFA Champions League 2006-2007.
      Qualificate al terzo turno di qualificazione della UEFA Champions League 2006-2007.
      Qualificate al primo turno di Coppa UEFA 2006-2007.
      Ammesse al terzo turno di Coppa Intertoto 2006.
      Retrocesse in Segunda División 2006-2007.
Regolamento:
Tre punti a vittoria, uno a pareggio, zero a sconfitta.
In caso di arrivo di due o più squadre a pari punti, la graduatoria verrà stilata secondo la classifica avulsa tra le squadre interessate che prevede, in ordine, i seguenti criteri:
- Punti negli scontri diretti.
- Differenza reti negli scontri diretti.
- Regola dei gol fuori casa negli scontri diretti.
- Differenza reti generale.
- Reti realizzate in generale.
- Posizione nella classifica fair-play.

### Squadra campione
| Formazione tipo (4-3-3) | Giocatori (presenze)       |
| --- | -------------------------- |
| Valdés Oleguer Puyol Márquez Sylvinho Iniesta Edmílson Deco Giuly Eto'o Ronaldinho | Víctor Valdés (35)         |
| Valdés Oleguer Puyol Márquez Sylvinho Iniesta Edmílson Deco Giuly Eto'o Ronaldinho | Oleguer (33)               |
| Valdés Oleguer Puyol Márquez Sylvinho Iniesta Edmílson Deco Giuly Eto'o Ronaldinho | Carles Puyol (35)          |
| Valdés Oleguer Puyol Márquez Sylvinho Iniesta Edmílson Deco Giuly Eto'o Ronaldinho | Rafael Márquez (25)        |
| Valdés Oleguer Puyol Márquez Sylvinho Iniesta Edmílson Deco Giuly Eto'o Ronaldinho | Sylvinho (26)              |
| Valdés Oleguer Puyol Márquez Sylvinho Iniesta Edmílson Deco Giuly Eto'o Ronaldinho | Andrés Iniesta (33)        |
| Valdés Oleguer Puyol Márquez Sylvinho Iniesta Edmílson Deco Giuly Eto'o Ronaldinho | Edmílson (28)              |
| Valdés Oleguer Puyol Márquez Sylvinho Iniesta Edmílson Deco Giuly Eto'o Ronaldinho | Deco (29)                  |
| Valdés Oleguer Puyol Márquez Sylvinho Iniesta Edmílson Deco Giuly Eto'o Ronaldinho | Ludovic Giuly (30)         |
| Valdés Oleguer Puyol Márquez Sylvinho Iniesta Edmílson Deco Giuly Eto'o Ronaldinho | Samuel Eto'o (34)          |
| Valdés Oleguer Puyol Márquez Sylvinho Iniesta Edmílson Deco Giuly Eto'o Ronaldinho | Ronaldinho (29)            |
| Valdés Oleguer Puyol Márquez Sylvinho Iniesta Edmílson Deco Giuly Eto'o Ronaldinho | Allenatore: Frank Rijkaard |
| Altri giocatori: Henrik Larsson (28), Juliano Belletti (27), Mark van Bommel (24), Giovanni van Bronckhorst (19), Lionel Messi (17), Xavi (16), Thiago Motta (15), Santiago Ezquerro (12), Gabri (11), Maxi López (6), Rodri (4), Albert Jorquera (3), Paco Montañés (2), Javi Martos (1), Ludovic Sylvestre (1), Pitu (1), Andrea Orlandi (1), Jesús Olmo (1), Ramón Masó (1). |                            |

## Statistiche

### Squadre

#### Capoliste solitarie
|    | —— | —— | ——  | ——  | ——  | —— | ——  | ——      | ——      | ——      | ——  | ——  | ——  | ——  | ——         | ——         | ——         | ——         | ——         | ——         | ——         | ——         | ——         | ——         | ——         | ——         | ——         | ——         | ——         | ——         | ——         | ——         | ——         | ——         | ——         | ——         | ——         | —— |  |
|    |    |    | Cel | Cel | Get |    | Get | Osasuna | Osasuna | Osasuna |     |     |     |     | Barcellona | Barcellona | Barcellona | Barcellona | Barcellona | Barcellona | Barcellona | Barcellona | Barcellona | Barcellona | Barcellona | Barcellona | Barcellona | Barcellona | Barcellona | Barcellona | Barcellona | Barcellona | Barcellona | Barcellona | Barcellona | Barcellona | Barcellona |    |  |
|    |    |    |     |     |     |    |     |         |         |         |     |     |     |     |            |            |            |            |            |            |            |            |            |            |            |            |            |            |            |            |            |            |            |            |            |            |            |    |  |
|    |    |    |     |     |     |    |     |         |         |         |     |     |     |     |            |            |            |            |            |            |            |            |            |            |            |            |            |            |            |            |            |            |            |            |            |            |            |    |  |
| 1ª | 2ª | 3ª | 4ª  | 5ª  | 6ª  | 7ª | 8ª  | 9ª      | 10ª     | 11ª     | 12ª | 13ª | 14ª | 15ª | 16ª        | 17ª        | 18ª        | 19ª        | 20ª        | 21ª        | 22ª        | 23ª        | 24ª        | 25ª        | 26ª        | 27ª        | 28ª        | 29ª        | 30ª        | 31ª        | 32ª        | 33ª        | 34ª        | 35ª        | 36ª        | 37ª        | 38ª        |    |  |

#### Primati stagionali
- Maggior numero di vittorie: Barcellona (25)
- Minor numero di sconfitte: Barcellona (6)
- Miglior attacco: Barcellona (80 gol segnati)
- Miglior difesa: Valencia e Celta Vigo (33 gol subiti)
- Miglior differenza reti: Barcellona (+42)
- Maggior numero di pareggi: Real Saragozza (16)
- Minor numero di pareggi: Celta (4)
- Minor numero di vittorie: Malaga (5)
- Maggior numero di sconfitte: Malaga (24)
- Peggior attacco: Betis (34 gol segnati)
- Peggior difesa: Malaga (68 gol subiti)
- Peggior differenza reti: Malaga (-32)

### Individuali

#### Classifica marcatori
| Gol |  |  | Giocatore           | Squadra             |
| --- |  |  | ------------------- | ------------------- |
| 26  |  |  | Samuel Eto'o        | Barcellona          |
| 25  |  |  | David Villa         | Valencia            |
| 17  |  |  | Ronaldinho          | Barcellona          |
| 15  |  |  | Diego Milito        | Real Saragozza      |
| 14  |  |  | Ronaldo             | Real Madrid         |
| 13  |  |  | Fernando Baiano     | Celta Vigo          |
| 13  |  |  | Fernando Torres     | Atlético Madrid     |
| 12  |  |  | Juan Román Riquelme | Villareal           |
| 12  |  |  | Diego Tristán       | Deportivo La Coruña |
| 12  |  |  | Ewerthon            | Real Saragozza      |
| 11  |  |  | Savo Milošević      | Osasuna             |
| 11  |  |  | Juan Arango         | Maiorca             |